# 南山伏町
南山伏町（みなみやまぶしちょう）は、東京都新宿区の町名。住居表示実施済み地域であり、丁目の設定がない単独町名である。

## 地理
新宿区の東部に位置する。牛込地域に属し、旧町名の名残で牛込の名を冠して牛込南山伏町とも呼ばれる。町域の北は大久保通りを境として北山伏町に接し、東は細工町、南は納戸町と二十騎町、西は市谷甲良町にそれぞれ接する（地名はいずれも新宿区）。主に住宅地として利用されている。大久保通り沿いを中心にマンションや商店も見られる。

## 歴史
1990年（平成2年）：近隣の5か町とともに、従前の町名・町界を継承する形で住居表示が実施された。

## 世帯数と人口
2025年（令和7年）3月1日現在（新宿区発表）の世帯数と人口は以下の通りである。
- 世帯数 : 445世帯
- 人口 : 735人

### 人口の変遷
国勢調査による人口の推移。
| 年                 | 人口 |
| ------------------ | ---- |
| 1995年（平成7年）  | 653  |
| 2000年（平成12年） | 640  |
| 2005年（平成17年） | 696  |
| 2010年（平成22年） | 620  |
| 2015年（平成27年） | 770  |
| 2020年（令和2年）  | 721  |

### 世帯数の変遷
国勢調査による世帯数の推移。
| 年                 | 世帯数 |
| ------------------ | ------ |
| 1995年（平成7年）  | 331    |
| 2000年（平成12年） | 382    |
| 2005年（平成17年） | 419    |
| 2010年（平成22年） | 332    |
| 2015年（平成27年） | 465    |
| 2020年（令和2年）  | 443    |

## 学区
区立小・中学校に通う場合、学区は以下の通りとなる（2018年8月時点）。
- 区域 : 全域
  - 小学校 : 新宿区立市谷小学校
  - 中学校 : 新宿区立牛込第一中学校

## 交通
町域内に鉄道駅はないが、都営大江戸線の牛込柳町駅と牛込神楽坂駅がそれぞれ利用可能な範囲にある。

## 事業所
2021年（令和3年）現在の経済センサス調査による事業所数と従業員数は以下の通りである。
- 事業所数 : 26事業所
- 従業員数 : 484人

### 事業者数の変遷
経済センサスによる事業所数の推移。
| 年                 | 事業者数 |
| ------------------ | -------- |
| 2016年（平成28年） | 29       |
| 2021年（令和3年）  | 26       |

### 従業員数の変遷
経済センサスによる従業員数の推移。
| 年                 | 従業員数 |
| ------------------ | -------- |
| 2016年（平成28年） | 183      |
| 2021年（令和3年）  | 484      |

## 施設
- 牛込警察署

## その他

### 日本郵便
- 郵便番号 : 162-0854[3]（集配局 : 牛込郵便局[15]）。